# Lighthouse Reef
Lighthouse Reef är ett rev i Belize. Det ligger i distriktet Belize, i den östra delen av landet, 130 km öster om huvudstaden Belmopan.